# Nikon D7200
Nikon D7200 — цифровий дзеркальний фотоапарат компанії «Нікон», що є удосконаленим варіантом моделі Nikon D7100. Від попередника відрізняється новою матрицею з вищою чутливістю, збільшеним буфером, чутливішим модулем автофокусування, підтримкою мереж Wi-Fi, економнішою роботою. Призначений для досвідчених любителів і професіоналів, і є найоснащенішою моделлю компанії з матрицею формату APS-C.
У нової моделі перед матрицею також відсутній протимуарний фільтр (OLPF). Також зберегли досить успішну схему з двома слотами сучасних SD карт; але підтримка UHS-II все ще відсутня і подібні карти будуть працювати в режимі UHS-I.
Представлений 1 березня 2015 року, старт продажів відбувся у квітні. Рекомендована вартість в США становить 1200 доларів за версію без об'єктива і 1700 доларів за комплект з об'єктивом Nikkor 18-140mm f/3.5-5.6 G ED VR.

## Конкуренти
Найближчими за характеристиками і роками випуску конкурентами Nikon D7200 є:
- Canon EOS 7D Mark II (2014);
- Pentax K-3 II (2015);
- Sony SLT-A77 II (2014).

Перший має меншу за розміром матрицю, меншу кількість пікселів на ній, підтримку карт Compact Flash. Також в ньому присутній протимуарний фільтр.
Відмінності в швидкості зйомки 7D і D7200 полягають в наступному: в першому є режим швидкості 10 кадрів в секунду, в D7200 режими зйомки досягають 7 кадрів в секунду.

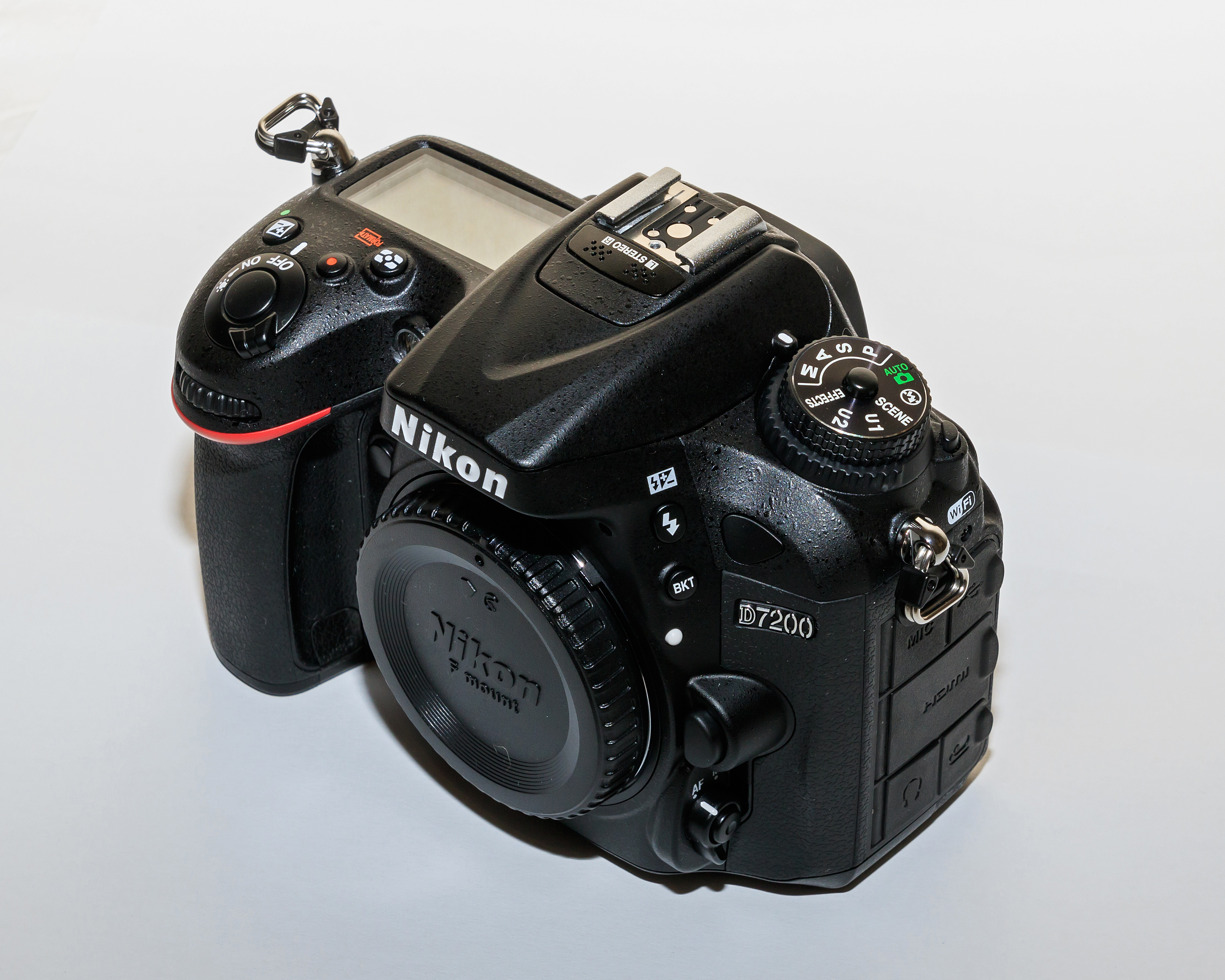
Вид спереду, без об'єктива
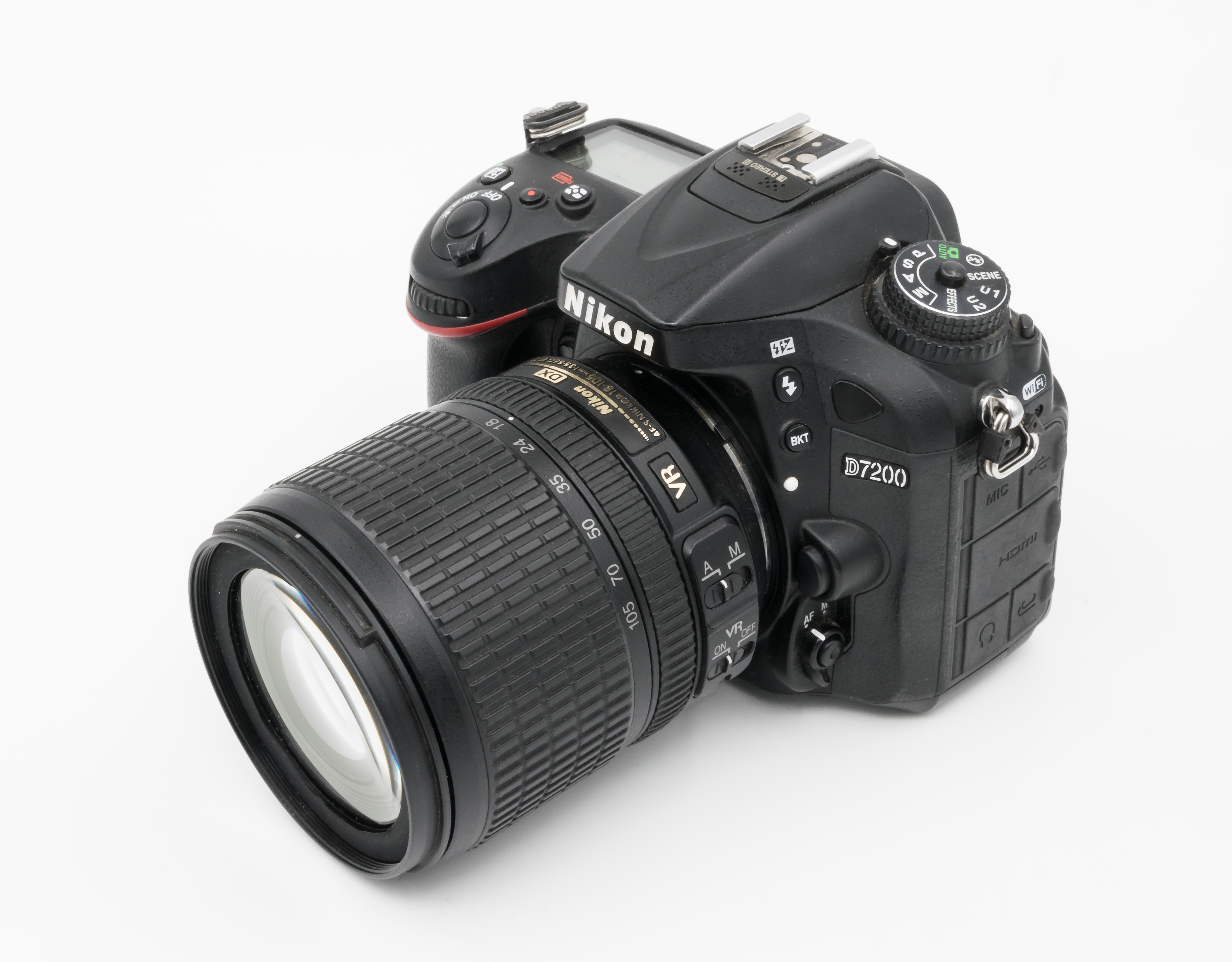
З об'єктивом AF-S DX Nikkor 18-105mm f/3.5-5.6 G ED VR
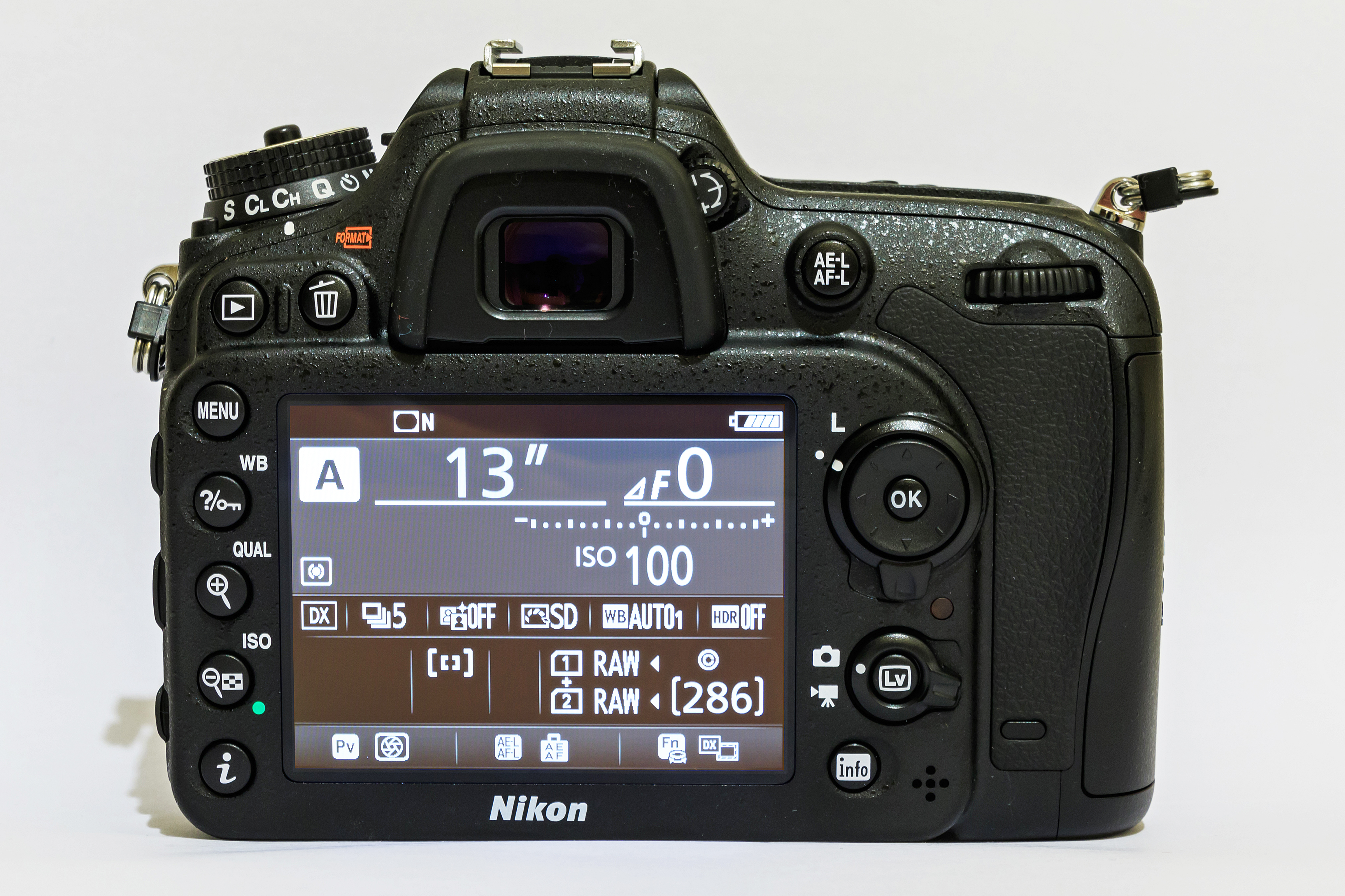
Вигляд ззаду